# Red Checkers
«Красные Шашки» (англ. Red Checkers) — авиационная пилотажная группа Королевских ВВС Новой Зеландии, сформированная  в 1967 году. Свою новую историю ведут с 1980 года, когда получили самолёты CT/4 Airtrainer. В составе группы девять самолётов. С 2015 года группу заменил  «Черные соколы» (англ. Black Falcons).